# Stanisław Janik (oficer)
Stanisław Andrzej Janik (ur. 21 kwietnia 1895 w Węgierskiej Górce, zm. 7 stycznia 1981 w Bydgoszczy) – podpułkownik piechoty Wojska Polskiego, działacz niepodległościowy, kawaler Orderu Virtuti Militari.

## Życiorys
Urodził się 21 kwietnia 1895 w Węgierskiej Górce, w ówczesnym powiecie żywieckim Królestwa Galicji i Lodomerii, w rodzinie Franciszka i Franciszki z Kasperlików. Od 1907, po ukończeniu IV oddziału szkoły powszechnej, uczęszczał do c. k. Gimnazjum w Bochni. W 1914, po ukończeniu klasy VII, wstąpił do formującego się w Żywcu oddziału Legionów Polskich, lecz został z niego zwolniony na skutek orzeczenia komisji lekarskiej. 6 marca 1915 w bocheńskim gimnazjum złożył wojenny egzamin dojrzałości.
15 marca został wcielony do cesarsko-królewskiej Obrony Krajowej i przydzielony do 16 Pułku Piechoty Obrony Krajowej. 16 września 1915, po ukończeniu szkoły oficerskiej w Opawie, został mianowany sierżantem jednorocznym ochotnikiem i wyznaczony na stanowisko komendanta plutonu. 1 listopada został przydzielony do baonu marszowego. Od 27 listopada 1915 na froncie dowodził plutonem w 15. kompanii 16 pp OK. 15 kwietnia 1916 został mianowany kadetem, a 5 czerwca tego roku dostał się do rosyjskiej niewoli. Później został mianowany na stopień chorążego rezerwy ze starszeństwem z 1 sierpnia 1915.
23 lipca 1918 wstąpił jako ochotnik do Dywizji Syberyjskiej. Był dowódcą plutonu i zastępcą dowódcy kompanii wywiadowczej 1 Pułku Strzelców Polskich im. Tadeusza Kościuszki. 13 marca 1919 został mianowany podporucznikiem. Od 7 stycznia 1920, po kapitulacji Dywizji Syberyjskiej, przebywał w bolszewickiej niewoli. 4 października 1921 powrócił z niewoli i został skierowany do Dęblina na kwarantannę. Tam też przeszedł proces rehabilitacji.
27 października tego roku został wcielony do 82 Pułku Piechoty w Brześciu. 3 maja 1922 został zweryfikowany w stopniu porucznika ze starszeństwem z 1 czerwca 1919 i 773. lokatą, 1 grudnia 1924 mianowany kapitanem ze starszeństwem z 15 sierpnia 1924 i 310. lokatą, a 17 grudnia 1931 mianowany majorem ze starszeństwem z 1 stycznia 1932 i 42. lokatą w korpusie oficerów piechoty. W marcu 1932 został wyznaczony na stanowisko dowódcy III batalionu w macierzystym pułku. 25 listopada 1936 objął dowództwo 2 Batalionu Strzelców w Tczewie. Na tym stanowisku został mianowany na stopień podpułkownika ze starszeństwem z 19 marca 1939 i 60. lokatą w korpusie oficerów piechoty. Na czele wspomnianego oddziału walczył w kampanii wrześniowej. 3 września 1939 pod wsią Przechowo dostał się do niemieckiej niewoli. Przebywał kolejno w Oflagu X A/Z Itzehoe, Oflagu X C Lubeka i od 20 kwietnia 1942 w Oflagu II C Woldenberg (nr jeńca 682).
Był żonaty, miał syna Leona (ur. 25 stycznia 1925).

## Ordery i odznaczenia
- Krzyż Srebrny Orderu Wojskowego Virtuti Militari nr 7759 – 22 czerwca 1922[22][23][1]
- Krzyż Kawalerski Orderu Odrodzenia Polski – 11 listopada 1937 „za zasługi w służbie wojskowej”[24][25]
- Krzyż Walecznych dwukrotnie[26][27]
- Medal Niepodległości – 2 sierpnia 1931 „za pracę w dziele odzyskania niepodległości”[28][29]
- Srebrny Krzyż Zasługi – 10 listopada 1928 „w uznaniu zasług, położonych na polu pracy w poszczególnych działach wojskowości”[30][31]
- Medal Pamiątkowy za Wojnę 1918–1921[26]
- Medal Dziesięciolecia Odzyskanej Niepodległości[26]
- francuski Medal Pamiątkowy Wielkiej Wojny[26]
- Medal Zwycięstwa[26][32]
- Państwowa Odznaka Sportowa[33]